# Sayaka Aoki
Pour les articles homonymes, voir Aoki.
Sayaka Aoki (青木 沙弥佳, Aoki Sayaka), née le 15 décembre 1986 à Gifu, est une athlète japonaise, spécialiste du 400 m haies.

## Carrière
Le 4 octobre 2008, elle porte son record personnel à 55 s 94 à Oita.
Elle détient les records du Japon des relais 4 x 200 m, 4 x 400 m et relais suédois.

## Palmarès
| Date | Compétition         | Lieu        | Résultat | Épreuve     | Temps         |
| ---- | ------------------- | ----------- | -------- | ----------- | ------------- |
| 2007 | Championnats d'Asie | Amman       | 5e       | 400 m haies | 59 s 55       |
| 2007 | Championnats d'Asie | Amman       | 2e       | 4 x 400 m   | 3 min 33 s 82 |
| 2009 | Championnats d'Asie | Guangzhou   | 7e       | 400 m haies | 62 s 21       |
| 2010 | Jeux asiatiques     | Canton      | 4e       | 4 x 400 m   | 3 min 31 s 81 |
| 2011 | Championnats d'Asie | Kobe        | 4e       | 400 m       | 54 s 15       |
| 2011 | Championnats d'Asie | Kobe        | 1re      | 4 x 400 m   | 3 min 35 s 00 |
| 2013 | Championnats d'Asie | Pune        | 3e       | 4 x 400 m   | 3 min 35 s 72 |
| 2015 | Championnats d'Asie | Wuhan       | 6e       | 400 m       | 54 s 61       |
| 2015 | Championnats d'Asie | Wuhan       | 4e       | 4 x 400 m   | 3 min 35 s 93 |
| 2017 | Championnats d'Asie | Bhubaneswar | 3e       | 400 m haies | 58 s 18       |
| 2017 | Championnats d'Asie | Bhubaneswar | 2e       | 4 x 400 m   | 3 min 37 s 74 |

## Records
| Épreuve     | Épreuve   | Performance | Lieu | Date           |
| ----------- | --------- | ----------- | ---- | -------------- |
| 400 m haies | Plein air | 55 s 94     | Oita | 4 octobre 2008 |